# Nomada panamensis
Nomada panamensis är en biart som beskrevs av Michener 1954. Nomada panamensis ingår i släktet gökbin, och familjen långtungebin. Inga underarter finns listade i Catalogue of Life.